# Haus u. Privatgalerie Oeder

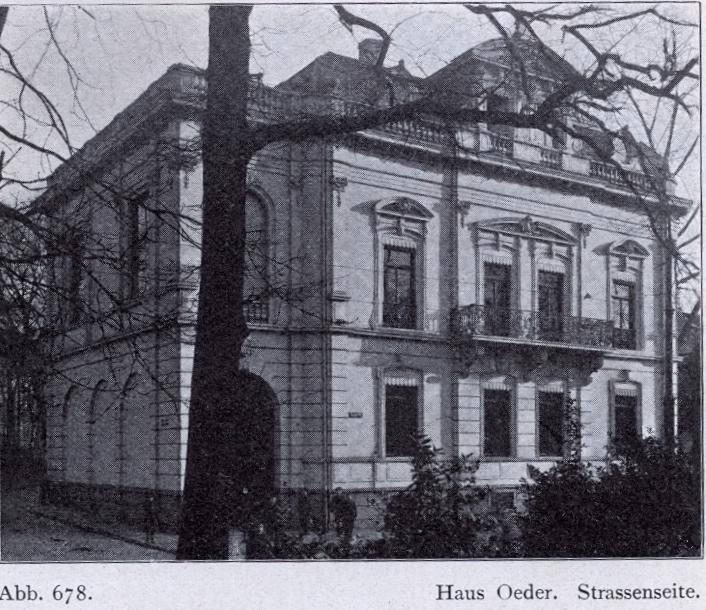
Haus Oeder, Straßenseite

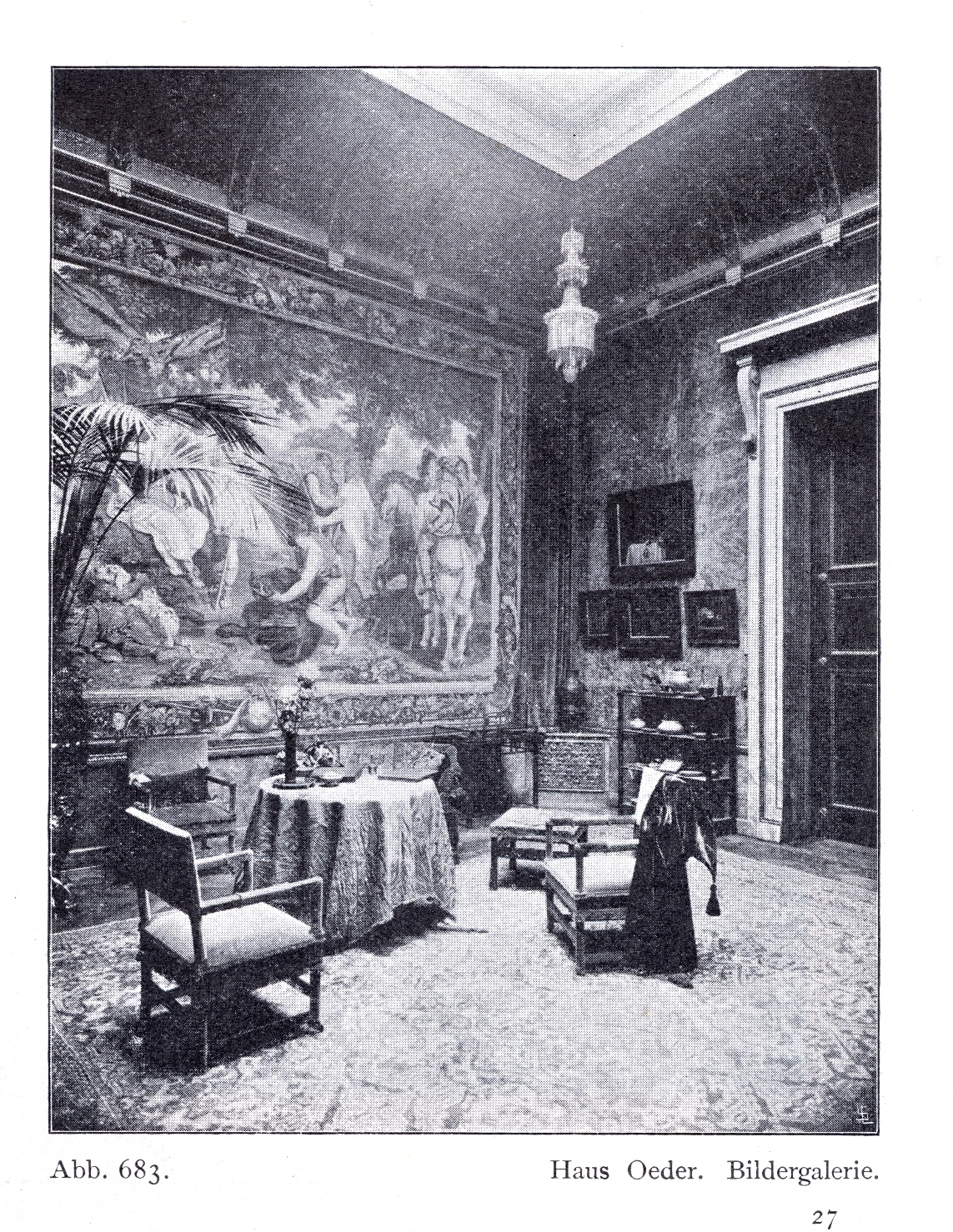
Haus Oeder, Bildergalerie

Das Wohnhaus mit Privatgalerie Oeder befand sich an der Jacobistraße 10 in Düsseldorf. Das Gebäude wurde 1872/1873 vom Baumeister Lorenz Schilmann (1828–1904) für den Maler Georg Oeder erbaut und 1894 für 160.000 Mark von den Architekten Hubert Jacobs und Gottfried Wehling umgebaut und erweitert.
1904 wurde in einem Stadtführer auf die Sammlung Oeders als Sehenswürdigkeit hingewiesen:

„„Von den vorhandenen Privatgalerien ist die von Prof. G. Oeder, dem bekannten Landschaftsmaler und Besitzer einer schönen Japansammlung (Jacobistraße), wohl eine der reichhaltigsten und jedenfalls eine der besten“.“

## Beschreibung

### Innenarchitektur
Das Gebäude zeichnete sich durch seine aufwändige Innenarchitektur aus, die Räume waren sorgfältig aufeinander abgestimmt. So schloss sich an die Wohnräume im Erdgeschoss die umfangreiche Gemäldegalerie an. Diese war im historistischen Stil der italienischen Renaissance mit reich ornamentierter und vergoldeter Decke mit Oberlicht gehalten. Die Tür hatte eine von Adolf Schill entworfene Umrahmung in Nassauer Marmor. Die Wände über den Marmorpaneelen waren mit grauem Leinenplüsch bespannt. Im ersten Obergeschoss befanden sich ein Atelier und daran anschließend das kostbar ausgestattete „italienische Zimmer“ mit einer Nussbaumholzdecke mit gemalten Ornamenten. Die Wände des Zimmers waren mit grauem Leinen bespannt, graue Plüschstreifen verdeckten die Nähte. Das Atelier hatte eine rot lasierte Holzbalkendecke mit Bronzeverzierungen und Nussbaumfüllungen. Die Wände waren mit Nussbaumtäfelungen mit Feldern aus japanischen Matten gestaltet. Darüber war die Wandfläche weiß verputzt. Die Entwürfe waren vom Architekten Wehling mit dem Bauherrn abgestimmt worden.

### Sammlung Oeder
„Die Sammlung des Herrn Malers Professor G. Oeder, Jacobistrasse 10, ist die bedeutendste deutsche Privatsammlung von altjapanischen Kunstwerken, durchweg nur ausgezeichnete Stücke vereinigend, vor allem Lackarbeiten, ältere Bronzen, wie auch Metallarbeiten aller Art, insbesondere interessante Schwertteile von hervorragenden Meistern, ferner Werke der Kunsttöpferei und eine ausgedehnte Kollektion farbiger Holztafeldrucke und illustrierter Bücher von Moronobu an bis Hokusai und dessen Schule, meist in vorzüglichen Abzügen. Ausserdem besitzt Herr Prof. Oeder eine Zahl niederrheinischer und holländischer Ballenschränke, Truhen, Schnitzereien (abgebildet im Westdeutschen Gewerbeblatt I und II), sechs Gobelins, fünf französischen Ursprungs, wovon vier aus der Zeit Louis XVI., nach Kompositionen von Andraw; und ein Brüsseler gezeichnet: B in braunem Schild (Philipp Beharles), rechts in die Ecke: JAN LEYNIERS, eine Anzahl charakteristischer Stilllebenbilder niederländischer Meister und ein kleines (verdorbenes) Porträt von B.de Bryn.“

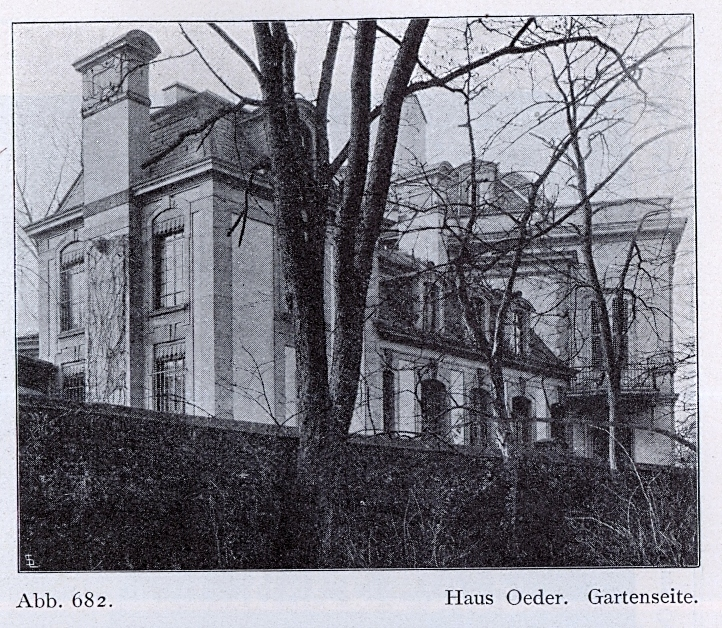
Gartenseite
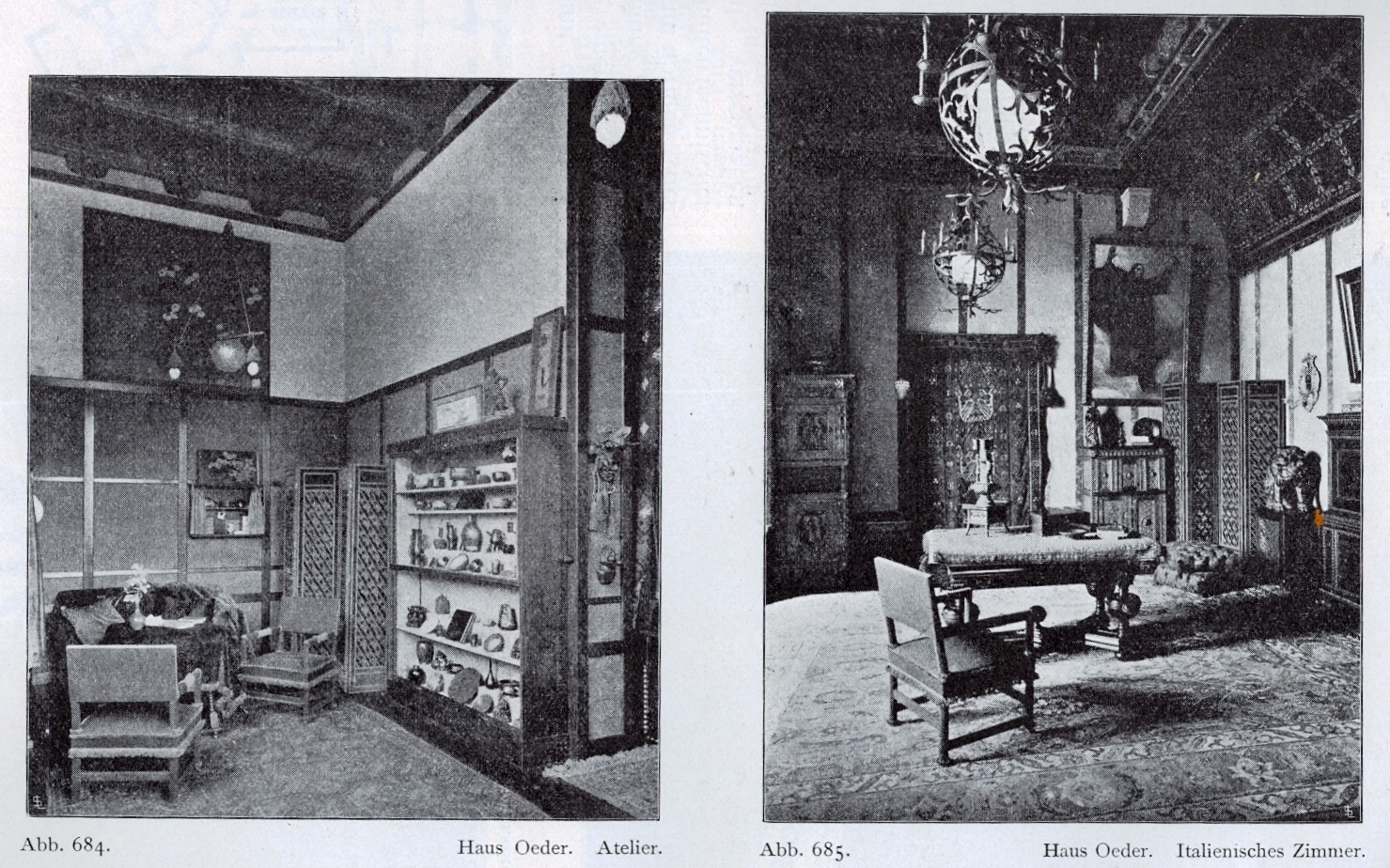
Atelier und Italienisches Zimmer
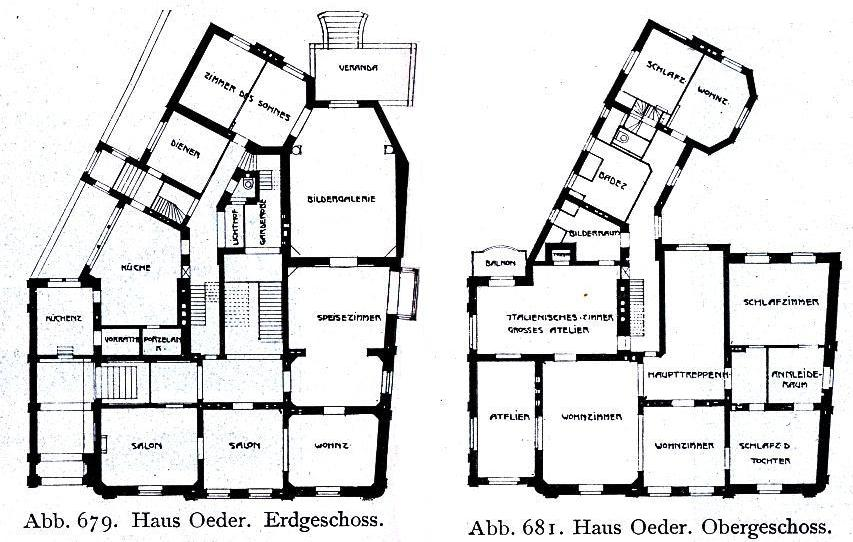
Grundrisse von Erd- und Obergeschoss